# إدوارد ليمينجتون نيكولز
إدوارد ليمينجتون نيكولز (بالإنجليزية: Edward Leamington Nichols)‏ (و. 1854 – 1937 م) هو عالم فلك، وفيزيائي، وأستاذ جامعي من الولايات المتحدة الأمريكية . وكان عضواً في الأكاديمية الوطنية للعلوم، والأكاديمية الأمريكية للفنون والعلوم .
توفي في ويست بالم بيتش، عن عمر يناهز 83 عاماً.

## التعليم
تعلم في جامعة كورنيل

## مناصب وهيئات
أدار جامعة كورنيل، وجامعة كانساس.

## جوائز
حصل على جوائز منها:
- قلادة فريدريك آيفس (1929)
- وسام إليوت كريسون  [لغات أخرى]‏.